# Kreek (Rodelschlitten)

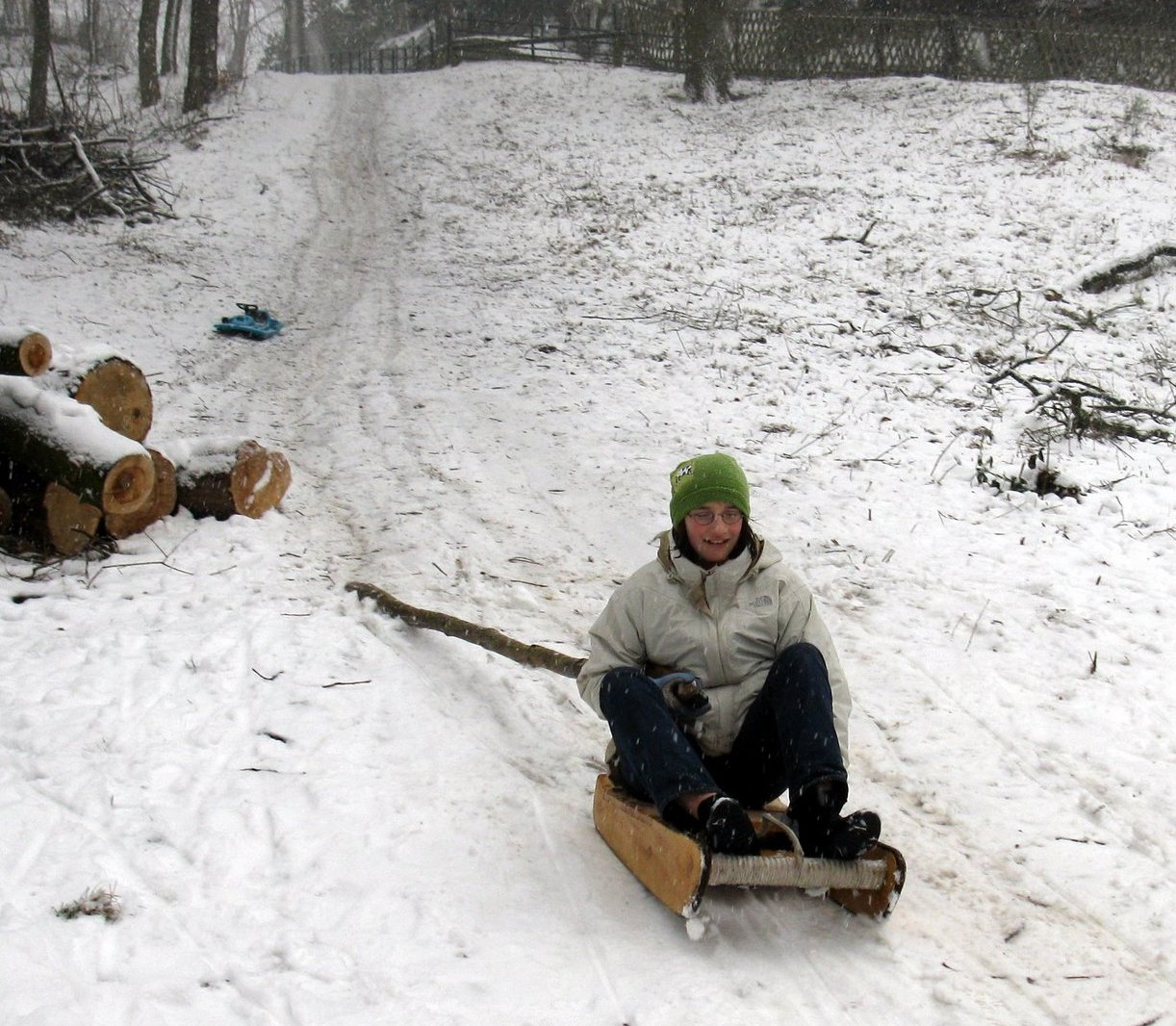
Kreek auf Schinckels Wiese

Eine Kreek ist ein besonders flacher und breiter Kastenschlitten, der mit Hilfe einer Latte gesteuert wird. Kreeken sind traditionell im Hamburger Stadtteil Blankenese im Schinckels Park – dem ehemaligen Grundstück des Bankiers Max von Schinckel – gebräuchlich.

## Beschreibung
Bei den Schlitten handelt es sich um flache, breite und schwere, handwerklich anspruchsvoll gefertigte Einzelstücke aus Vollholz (seitlich 25–40 mm Esche, oben Kiefer oder ähnlich). Die Kufen sind mit Halbrundeisen beschlagen. Eine Kreek für einen „Einzelfahrer“ ist ca. 80 cm lang, ca. 40 cm breit und hat eine Höhe von ca. 15 bis 20 cm über der Bahn. Durch die bauartbedingte geringe Höhe ist der Schlitten nicht für tiefen und weichen Schnee geeignet, sondern wird fast ausschließlich auf festem, möglichst vereistem Schnee oder einer Eisbahn eingesetzt. Kreeken erreichen wesentlich höhere Geschwindigkeiten als herkömmliche Schlitten und fordern vom Lenker hohe Konzentration und einiges an Können.
Die Steuerlatte (meist ein entasteter kleiner Baum von etwa 5 bis 6 m Länge), die hinterhergezogen wird, ermöglicht bei aufrechtem Sitz des Steuermannes präzises Steuern. Ihr hohes Trägheitsmoment bewirkt, dass der Steuermann die Kreek schon mit geringem Kraftaufwand zuverlässig in jede gewünschte Richtung drehen kann.
Je nach Größe können bis zu drei Personen auf einer Kreek fahren. Beim Fahren zu zweit umfasst der Vorschoter die Beine des Steuermannes und hält damit sich selbst und den Steuermann fest. Der Steuermann findet zusätzlichen Halt an einer Grifföffnung.
Das Fahren wird nicht als „Rodeln“, sondern als „Rüschen“ bezeichnet. Es erfordert einige Geschicklichkeit und Erfahrung und wird daher kaum von Kindern, sondern überwiegend von Erwachsenen ausgeübt. Unfälle führen oft zu Gesichtsverletzungen und Knochenbrüchen. Während die Fahrer früher bei Unfällen oft Verletzungen davontrugen, schützen sich manche heutige Fahrer mit Sturzhelmen.
Fahren mehrere Kreeken durch Steuerlatten verbunden hintereinander, wird dies als „Maschop“ bezeichnet.
Kreeken stehen in engem Zusammenhang mit Bootsbau und Segelsport. Die Steuerung entspricht der Ruderpinne eines Segelbootes, als Steuerlatte nahm man früher abgebrochene oder aussortierte Schiffsteile wie z. B. Jollenmasten (als diese noch aus Holz waren). Die Mitfahrer werden als „Vorschoter“ bezeichnet. Auch die Ausweichrufe wie „Wahrschau“ und „Raum“ sind dem Segelsport entlehnt.

## Schinckels Wiese

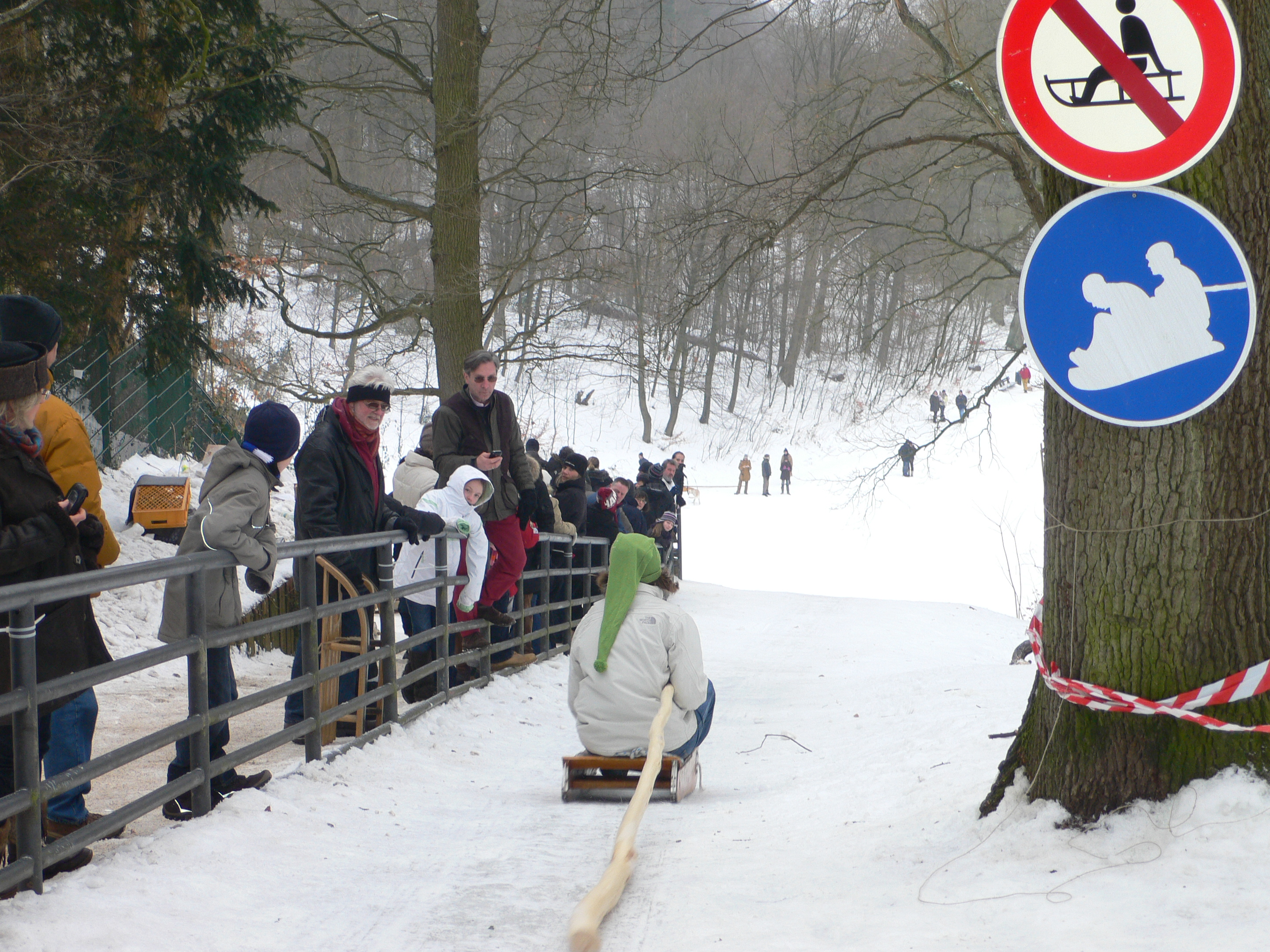
Kreekbahn mit Verbotsschildern für Schlitten

Kreeken werden nur noch auf der 450 Meter langen Schinckels Wiese in Blankenese gefahren (53° 34′ N, 9° 48′ O). Der obere Teil ist – ähnlich wie eine Bobbahn – eng und schmal, oft auch vereist, so dass die Kreeken nur einzeln fahren. Ein Überholen oder Ausweichen ist kaum möglich.
Bei Kreekbetrieb sind herkömmliche Rodelschlitten auf Schinckels Wiese nicht willkommen, da die Fahrer durch niedrige Geschwindigkeit und meistens auch Unerfahrenheit sich selbst und andere gefährden. Zudem beschädigen sie mit ihren Steuerungsmethoden die oft mühsam per Hand hergerichtete Oberfläche der Bahn.

## Övelgönne
Für Övelgönne ist historisch der Gebrauch von Kreeken ebenfalls belegt. Wer erinnert sich nicht noch mit gewissen Bangigkeit der beiden Polizeigewaltigen [...], besonders wenn wir im Winter verbotenerweise den Schulberg "herunterkreekten" [...]. Gerodelt wurde auf dem Hohlweg. Die Jungens donnerten da auf ihrer Kreke runter, mit einem langen Stock als Steuer.